# 梅德福 (马萨诸塞州)
梅德福是美国马萨诸塞州米德爾塞克斯縣的一座城市，位于波士顿西北方向3.2英里外的米斯蒂克河边。2010年时城市人口为56,173人。塔夫茨大學的校园坐落于梅德福市和萨默维尔市交界处。

## 历史

### 17世纪
1630年由英国移民殖民者到此定居，当时的殖民地是马萨诸塞湾查爾斯頓殖民地的一部分。当地米斯蒂克印第安人酋长将这块土地赠予了殖民者。最初托马斯·达德利将此地命名为米斯蒂克（Mistick），后来改名为梅德福。梅德福的名字可能是从米斯蒂克河边的"草甸（meadow）浅滩（ford）"生造的名字，也可能是从英国斯塔福德郡的Mayford和Metford或托斯特的Maidford和Medford引申而来。

## 地理
梅德福市地理坐标为42°25′12″N 71°6′29″W / 42.42000°N 71.10806°W (42.419996, −71.107942)。
根据美国普查局数据测量，城市总占地面积为8.6平方英里（22平方），其中土地面积为8.1平方英里（21平方），水域面积为0.5平方英里（1.3平方）(5.79%)。
米德爾塞克斯荒原保护区在梅德福市北侧，部分属于梅德福市。该公园占地面积为2,060-英畝（8-平方）。米斯蒂克河从城市中穿过，从西侧向东南方向流动。

### 社区
- 西梅德福
  - 布鲁克斯庄园
- 富尔顿高地 / 北梅德福
- 威灵顿
- 格伦伍德
- 劳伦斯庄园
- 南梅德福
- 山坡
  - 塔夫茨大學 （大部分是连在一起的，位于梅德福山坡上）[5]

## 教育
梅德福是许多公立和私立学校的所在地。
初中
- John J. McGlynn中学
- Madeline Dugger Andrews中学

高中
公立
- 梅德福高中（英语：Medford High School (Massachusetts)）
- 梅德福职业技术高中
  - 吉祥物：野马

大学
私立
- 塔夫茨大學

其他教育
私立
- 波士顿日语学校[6][7]

## 拓展阅读
- Medford on the Mystic （页面存档备份，存于） by Carl and Alan Seaburg, published by Medford Historical Society, is the source of much of the article.
- 1871 Atlas of Massachusetts. by Wall & Gray.Map of Massachusetts. Map of Middlesex County.
- 1880 Map of Medford （页面存档备份，存于）, Bird's Eye View by C.H Brainard.
- History of the Town of Medford, Middlesex County, Massachusetts （页面存档备份，存于） by Charles Brooks, published 1855, 576 pages
- History of Middlesex County （页面存档备份，存于）, Volume II, p. 158 etc. (Medford, by W. H. Whitmore).  1880, published by Estes and Lauriat; edited by Samual Adams Drake
- Alan Seaburg. The First Universalist Church of Medford, Massachusetts. Billerica: Anne Miniver Press, 2013